# Заславская, Ирина Георгиевна
Ирина Георгиевна Заславская (7 июля 1928, Харьков, Украинская ССР — 9 марта 1976, Киев) — украинская советская правозащитница. Математик. Кандидат физико-математических наук (1965).

## Биография
В 1951 году окончила Киевский университет. Работала в учреждениях АН Украинской ССР.
Участница правозащитного движения в СССР 1960-х годов. Была в числе организаторов, собирала подписи и лично подписала в 1968 году «Письмо-протест 139» на имя Леонида Брежнева, Алексея Косыгина и Николая Подгорного с требованием прекратить практику противозаконных политических арестов и судебных процессов интеллигенции на Украине и в Москве, распространяла самиздат. Организаторами письма, кроме Ирины Заславской были Иван Светличный, Иван Дзюба, Виктор Боднарчук, Юрий Цехмистренко, Михаил Белецкий. Письмо с подписями было передано адресатам в апреле 1968 года. Для этого И. Заславская и М. Белецкий поехали в Москву. Заславская отнесла оригинал письма с подписями в приемную ЦК КПСС, где оставила для ответа свой домашний адрес, а Белецкий отнёс экземпляр Петру Якиру для дальнейшего распространения.
Текст письма-протеста 139, попавший в ЦК КПСС, был опубликован на Западе.
Из архива КГБ при Совете Министров УССР:
«20 июня 1968 года. Совершенно секретно. <…> Идентичность документа, использованного в антисоветских выступлениях газетами „Нью-Йорк таймс“ и „Українське слово“, с письмом Заславской, Цехмистренко и других подтверждается не только совпадением таких второстепенных признаков, как фамилии адресатов, общее количество подписей, ссылкой на наличие в подлиннике подписей Ивана Светличного и Виктора Некрасова, но и тем, что газеты цитировали последний абзац второй страницы письма Заславской. В „Украинском слове“ эта часть текста изложена следующим образом:
„Обращаем внимание на недопустимость факта, когда во многих случаях ставится в вину выражение взглядов, которые ни в коем случае нельзя считать антисоветскими. Это была только критика отдельных явлений нашей жизни и критика ужасных отступлений от социалистических идеалов, а также недопустимость нарушения провозглашенных основ“».
В 1968—1970 годах поддерживала дружеские отношения с диссиденткой, деятелем правозащитного движения 1960-х годов на Украине А. Горской, и после её смерти занималась воспитанием её сына А. Зарецкого.
Ирина Заславская — видный представитель советских шестидесятников, особенно среди учёных физиков. За участие в акциях протеста подверглась преследованиям со стороны советских органов безопасности.
В июле 1968 года КГБ настоял на её увольнении с работы в Институте полупроводников АН УССР, предлогом для этого послужила деятельность мужа Ирины Заславской правозащитника Юрия Цехмистренко. После увольнения постоянной работы не имела.
В 1974—1975 годах И. Заславская создала авторизованную мозаику в генконсульстве Польши и коллаж в генконсульстве Чехословакии.